# Charles Clarendon Ballou
Pour les articles homonymes, voir Ballou.
Charles Clarendon Ballou, né le 13 juin 1862 et décédé le 23 juin 1928, est un général américain durant la Première Guerre mondiale.

## Biographie
Charles Clarendon Ballou est né le 13 juin 1862 à Orange, New York, et est diplômé de l'Académie militaire de West Point en 1886 dans l'infanterie.
Ballou a servi à divers postes aux États-Unis jusqu'à l'éclatement de la guerre hispano-américaine. Il a été chargé de la 7e division d'infanterie de l'Illinois des volontaires. Il a combattu dans les Philippines lors de l'insurrection.
Ballou a commandé la 92e division en France pendant la Première Guerre mondiale. Il arrive le 23 mai 1918 à Brest, le 18 juin 1918 à Bourbonne-les-Bains. Le 22 septembre, dans l'Argonne (région), il participe à l'Offensive Meuse-Argonne. Il participe à la bataille de l'Aisne.
Son service d'après-guerre inclus le commandement du régiment au Fort George Wright, à Washington, de 1920 à 1923.
Le major général Ballou est décédé le 23 juillet 1928, à Spokane (Washington), Washington. Il est enterré au cimetière de West Point.

## Grades et médailles
- 1899 : Capitaine
- 1915 : Lieutenant-colonel
- 1916 : Colonel
- 1917 : Brigadier - Colonel
- 1917 : Major - Général [2]